# Herbert Stiller
Herbert Stiller (* 29. September 1923 in Hannover; † 24. Juni 1985) war ein deutscher Facharzt für  Neurologie, Psychiatrie und Psychotherapie.

## Leben
Nach seiner Entlassung aus der Kriegsgefangenschaft in Nordafrika begann Herbert Stiller 1947 ein Medizinstudium in Göttingen. 1953 legte er das Staatsexamen ab. 1955 beendete er sein Studium mit dem Doktorat. Fünf Jahre später folgte die Facharztanerkennung für Neurologie und Psychiatrie. Anschließend praktizierte er in Göttingen, Gronau, Littenheid (Schweiz) und Hannover. Nach einer zusätzlichen Ausbildung in Psychotherapie eröffnete er 1966 eine eigene Praxis in Hannover.
Herbert Stiller und seine Frau Margot Stiller (Diplompsychologin, Fachärztin für Neurologie und Psychiatrie, Psychotherapie; 1926–1978) wurden bundesweit bekannt und viel zitiert, als 1977 und 1979 zwei Bücher von ihnen veröffentlicht wurden, in denen sie sich gegen den etablierten Stand der Forschung wandten und die tierexperimentelle Medizin aus wissenschaftlicher und ethischer Sicht infrage stellten. Ihre Kritik trug – zusammen mit einem Buch von Hans Ruesch (1978), einer Fernsehdokumentation von Horst Stern (1978) und einem Aufsatz des Philosophen Robert Spaemann (1979) – in Deutschland ab Ende der 1970er-Jahre wesentlich zu einer erbittert geführten öffentlichen Kontroverse über Tierversuche bei, die Mitte der 1980er-Jahre wieder abebbte.
Im November 1978 gründete Herbert Stiller mit weiteren Medizinern, wie dem Wertheimer Augenarzt und Schriftsteller Reinhold Braun, die Organisation Ärzte gegen Tierversuche mit Sitz in Frankfurt am Main. Bis 1982 wirkte er im Vorstand der Vereinigung mit.
Kurz bevor er an Leukämie starb, stellte Herbert Stiller das Manuskript für sein letztes Buch Die herzlose Wissenschaft fertig. Darin vertiefte er seine Kritik am Tierversuch als – seiner Auffassung nach – demoralisierte und dehumanisierte Wissenschaft, die durch ihre Fixierung auf die (tier)experimentelle Situation dynamische Lebensprozesse und den ganzheitlichen Menschen ausblende – und damit die Erforschung und Entwicklung von Heilmitteln blockiere.

## Werk und Positionen

### „Tierversuch und Tierexperimentator“
„Viele Schädigungen und Irrtümer hätten vermieden werden können, wenn gleich mit Methoden, die für den Menschen Gültigkeit besitzen und auf den Menschen übertragbar sind, gearbeitet worden wäre und nicht mit Tierversuchen.“

In ihrem ersten Buch „Tierversuch und Tierexperimentator“ führten die Stillers bedeutende Unterschiede zwischen Menschen und Labortieren an, die ihrer Auffassung nach dazu beitragen, dass Nebenwirkungen von Arzneimitteln für den Menschen weder vorausgesagt noch verhindert werden können. Hierzu zähle u. a. der beschränkte, künstliche, isolierte Lebensraum der Versuchstiere, der tief in deren seelisch-körperliches Gleichgewicht  eingreife, wodurch sich erhebliche Veränderungen einer ganzen Reihe von organischen Funktionen ergäben. Die Stillers konstatierten, dass das pharmakokinetische Verhalten von Mensch und Tier praktisch nie übereinstimme: „Viele differenzierte Stoffwechselvorgänge können im Tierversuch überhaupt nicht äquivalent beurteilt werden.“ Sie bemängelten, dass dem Tierversuch die Basis für eine wissenschaftliche Auswertbarkeit fehle, da die Gruppe, an der die experimentellen Verfahren bzw. Tests entwickelt wurden, nicht der Gruppe entspräche, auf die diese später Anwendung finden sollen. Die Ergebnisse von Tierversuchen seien wertlos, da diese grundsätzlich nicht auf den Menschen übertragbar seien und nur als pseudowissenschaftlich bzw. als Alibifunktion angesehen werden könnten.
Mithilfe konkreter Beispiele aus der Forschung, offizieller Gesundheitsdaten und tierversuchskritischer Aussagen von Medizinern bzw. Forschern wie z. B. Herbert Hensel, Robert Jungk oder Alexander Mitscherlich versuchten die Autoren zu untermauern, warum der „ungeheure finanzielle und materielle Aufwand für die tierexperimentelle Forschung“ infrage zu stellen ist und sogar in Beziehung zu den gestiegenen Gesundheitsschädigungen bzw. Therapieschäden bei den Menschen zu stehen scheine. Die Stillers bemerkten darüber hinaus, dass die experimentelle Versuchstierforschung noch niemals in der Verlegenheit war, ihre eigenen fragwürdigen Voraussetzungen einer kritischen Überprüfung unterziehen zu müssen. 
Die seit dem Ende des 19. Jahrhunderts zu verzeichnende starke Zunahme von Tierversuchen in der Grundlagenforschung verurteilte das Ärzte-Ehepaar scharf, da diese zu sehr dem Selbstzweck und der Eigenbefriedigung dienen würden: „Die banalen Ergebnisse in den Veröffentlichungen vieler Tierexperimentatoren stimmen ziemlich nachdenklich. Es scheint sich hier mehr um eine Art Industrie zu handeln, welche eine Marktlücke zu suggerieren versucht, als um echte Wissenschaft.“ Die zentralen Tierlaboratorien an Hochschulen und Universitäten betrachteten sie in erster Linie als „Legebatterien für akademische Titel“.
Neben den medizinischen Einwänden gingen die Autoren auch auf psychologische und soziale Aspekte der Versuchstierforschung ein. Diese schien ihnen durch die allgemeine soziale Situation ihrer Zeit begünstigt zu sein. Zu deren Merkmalen zählten sie: die zunehmende Autoritäts- und Wissenschaftshörigkeit; die Brutalisierung der Gesellschaft und der Wissenschaft; die einseitige Entwicklung der naturwissenschaftlichen Medizin und der tierexperimentellen Psychologie; die Medienbarriere, die kritische Stimmen zu Tierversuchen fast vollständig abblockt; den Druck, den große Konzerne ausüben. Zudem kritisierten sie den Abstumpfungsprozess des Tierexperimentators und dessen „eigentümliches ethisches Vakuum“ gegenüber dem Leiden des Tieres, indem sie aus wissenschaftlichen Arbeiten zitierten bzw. typische Versuchsabläufe wiedergaben.  

„Das Bestreben, die Komplexität seelischer Krankheitssyndrome sowie ihre vielfachen Verursachungsmöglichkeiten auf dem Umweg über Tierversuche zu erfassen, entspricht einer Naivität bzw. Geringschätzung seelisch-geistiger Untersuchungs- und Behandlungsmethoden, wie sie bei Wissenschaftlern eigentlich befremdlich wirkt. Es gibt zwei Formen der psychosomatischen Medizin: Die eine geht ganzheitlich vor und versucht das Krankheitsgeschehen von der Seite des Patienten und seiner Biographie zu erkennen. Die andere macht Tierversuche. Eine ursächliche Therapie kann letztere nicht anbieten.“

Die Reaktionen vieler Versuchstierforscher fielen heftig aus: Sie sprachen den Stillers den Sachverstand ab, bezeichneten deren Erstveröffentlichung Tierversuch und Tierexperimentator als „Pamphlet“ oder „Schmierfetzen“. Der Zoologe Paul Leyhausen, der das Buch als „ein besonders übles, aber auch gefährliches Beispiel der Klitterung von ganzen und halben Wahrheiten, Unkenntnis, Ent- und Unterstellungen, völligem Unsinn und irreführender Gefühlsaufputschung“ kritisierte, befürchtete: „Wenn wir nicht ganz untadelig dastehen, könnten wir eines Tages Brokdorf im Versuchslabor haben.“

### „Tödliche Tests. Experimente mit Tieren und Menschen“
„Wie viel Menschenopfer muss es eigentlich noch geben, damit man endlich begreift, dass Tiere anatomisch, physiologisch, biochemisch, metabolisch, biorhythmisch, psychisch, intellektuell sowie sozial anders sind als der Mensch? Daher sind Ergebnisse der Tierversuche im Hinblick auf den Menschen nicht repräsentativ und oft sogar irreführend. Wer den Tierversuch zu einem Maßstab der Arzneimittelsicherheit erhebt, wie es heute üblich ist, handelt entweder in völliger Verkennung der Tatsachen oder verfolgt in Wahrheit ganz andere Ziele.“

In ihrem zweiten Buch „Tödliche Tests. Experimente mit Tieren und Menschen“ versuchten die Stillers (zusammen mit dem Journalisten Ilja Weiss) anhand historischer und aktueller Beispiele aufzuzeigen, wie der Tierversuch als Folge des zunehmenden Einflusses der einseitig auf das Messbare ausgerichteten naturwissenschaftlich-technischen Wissenschaft zu einem Denkersatz für eine auf den Menschen bezogene Forschung wurde, wie er wertvolles medizinisches Wissen über den Menschen verdrängte – und wie er zur Verrohung der medizinischen Kultur beitrug und in jeder Epoche zwangsläufig zu Versuchen an Menschen mit schädlichen Auswirkungen führte. Sie benannten Fortschritte, die in der Medizin seit der Antike durch die Orientierung an der therapeutischen Praxis, d. h. Beobachtungen am Menschen, sorgfältige theoretische Studien oder Selbstversuche von Ärzten, möglich waren, und kritisierten die Experimentiersucht mehrerer Medizinergenerationen, in denen sich Forscher wie z. B. François Magendie, Claude Bernard, Iwan Petrowitsch Pawlow und Walter Rudolf Hess ihrer Ansicht nach zu irreführenden, gefährlichen Theorien verleiten ließen.
Auch zu der Kritik an ihrem ersten Buch Tierversuch und Tierexperimentator äußerten sich die Stillers: Sie entgegneten, dass einzelne Passagen ihrer Studie aus dem Zusammenhang gerissen wurden und die Kritiker weder sachliche Einwände gegen ihre Argumente hervorbrachten noch den Mut zu einer öffentlichen Auseinandersetzung über Tierversuche gefunden hatten: „Einen besseren Beweis für die Richtigkeit und Notwendigkeit unserer Kritik am Tierversuch konnten wir uns gar nicht wünschen.“ Auch die Tatsache, dass Horst Stern in seiner dreiteiligen Fernsehdokumentation Die Stellvertreter – Tiere in der Pharmaforschung den psychologischen Teil von Tierversuch und Tierexperimentator zu widerlegen versuchte, gleichzeitig aber später selber zugeben musste, dass ihn schon die Dreharbeiten in den Versuchstierlaboratorien psychisch verändert hatten, bestätigte in den Augen der Stillers die Richtigkeit ihrer Charakter-Studie. 
Die umstrittene Aussage „Tierexperimentatoren sind Wesen besonderer Art, man sollte sie nicht leichtfertig Menschen nennen“, die mehrfach Empörung auslöste und seit den 1970er-Jahren Herbert Stiller zugeschrieben wird, ist durch keine seiner Veröffentlichungen belegbar.  
In einem 1980 veröffentlichten Aufsatz zog Herbert Stiller den Schluss, dass die naturwissenschaftlich-tierexperimentelle Medizin meist nur Medikamente mit unerwünschten Nebenwirkungen, Intensivstationen und Organtransplantationen bietet, aber keine Gesundheit. „Das entspricht genau dem Experiment am Versuchstier“, folgerte er. Nach Stillers Ansicht produziert diese Medizin genau den Patienten, den sie braucht. Das Problem der Tierversuche war für ihn daher nicht nur Gegenstand des Tierschutzes, sondern auch des Menschenschutzes: „Die Schäden dieser für den Menschen unverbindlichen Forschung treffen letztlich den Patienten“. Die ethischen Einwände gegen Tierversuche hielt er für genauso bedeutend wie die medizinischen, was er im o. g. Aufsatz wie folgt zusammenfasste:

„Die Menschheit ist mit kulturellen Missständen, wie den Menschenopfern, den Hexenverfolgungen, der Sklaverei, der Kinderarbeit und so weiter fertig geworden, wenn die Zeit reif war. Und die Zeit ist immer dann reif, wenn die Öffentlichkeit aufgeklärt ist. Die Argumente der Befürworter dieser Missstände haben sich nie als stichhaltig erwiesen. Die Götter haben die Menschheit ohne Tier- und Hexenopfer nicht vernichtet, sie ist ohne Sklaven- oder Kinderarbeit nicht verhungert und sie wird auch ohne Versuchstiere nicht hilflos dem Siechtum preisgegeben sein. Ethisches Verhalten des Menschen hat sich im Gegenteil immer als segensreich erwiesen.“

## Veröffentlichungen
- Margot und Herbert Stiller: Tierversuch und Tierexperimentator. Franz Hirthammer Verlag, München 1977, ISBN 3-921288-46-0.
- Margot und Herbert Stiller: Medizin in der Krise. In: Gesunde Medizin. 2. Februar 1978.
- Margot und Herbert Stiller, Ilja Weiss: Tödliche Tests. Experimente mit Tieren und Menschen. Edition Hirthammer Tier- und Naturschutz, München 1979, ISBN 3-921288-54-1.
- Medizin im Teufelskreis. In: Ilja Weiss  (Hrsg.): Kritik der Tierversuche. Kübler Verlag, Lampertheim 1980, ISBN 3-921265-24-X, S. 57–72.
- Margot und Herbert Stiller: Der Psychologe zum Tierversuch und zu Ersatz- (Alternativ)-methoden. In: Ingo Krumbiegel: Tierquälerei – ein Weg in den Abgrund. Nordwestverlag, Hannover 1981, ISBN 3-87591-001-X.
- Die Medizin hält nicht, was sie verspricht. In: AnneMarie Droeven: Irrweg Tierversuch – Fakten, Daten, Hintergründe. Lenos Verlag, Basel 1985, ISBN 3 85787 138 5, S. 9–18.
- Die herzlose Wissenschaft. Franz Hirthammer Verlag, München 1986, ISBN 3-88721-052-2.